# Gonzalo Fernández de Córdoba
Gonzalo Fernández de Córdoba (n. 1 septembrie 1453, Montilla - d. 2 decembrie 1515, Granada) a fost un general spaniol, Mare Căpitan al regatului Neapolelui până a devenit vicerege al lui Ferdinand al II-lea de Aragon în același oraș între anii 1504-1506 și duce de Terranova, Montalto, Andría, Santángelo și Sessa.
A reorganizat armata spaniolă în curs de dezvoltare și tacticile sale și a ajuns să fie cunoscut sub numele de Tatăl războiului de tranșee. A fost admirat de către generația de conchistadori care i-au urmat și mulți oameni influenți au luptat sub el, cum ar fi tatăl lui Francisco Pizarro.

## Începutul vieții
S-a născut la Montilla, în ceea ce este acum provincia Cordoba, ca fiul mai mic al lui Pedro Fernández de Córdoba, conte de Aguilar, și a Elvirei de Herrera.
El și fratele său mai mare, Alonso, a devenit orfani când erau foarte tineri. Conții de Aguilar au intrat în conflict cu casa rivală de Cabra, în ciuda originii comune. Nefiind primul născut al familiei, el nu se putea aștepta să moștenească averea sau titluri, având pentru acea dată de ales între o carieră bisericească sau una militară, acesta din urmă fiind mai satisfăcătoare dorințelor sale.
El a fost prima dată atașat de casa lui don Alfonso, fratele vitreg al regelui, și după moartea sa, s-a dedicat surorii lui don Alfonso, Isabela de Castilia, care ulterior, a mediat un război civil, proclamîndu-se ea însăși regină succesoare în 1474, contestând dreptul nepoata ei, Ioana, pentru a urca pe tron.
În timpul războiului civil care a urmat între adepții fiicei regelui decedat Henric al IV-lea de Castilia, Ioana de Beltraneja, și sora vitregă a regelui, prințesa Isabella de Castilia, care era, de asemenea, în conflict cu Portugalia regelui Afonso al V-lea care lupta de partea Ioanei. Córdoba a luptat sub Marele Maestru al Ordinului de Santiago, Alonso de Cárdenas. După bătălia de la Albuera, Marele Maestru a felicitat comportamentul său.

## Reconquista
În timpul cuceririi spaniole de zece ani a Granadei sub monarhii catolici, el și-a terminat ucenicia sub fratele său, marele maestru de Santiago, Alonso de Cárdenas, și conții de Aguilar și de Tendilla, de care a vorbit mereu ca stăpânii ai săi. A fost un război de asedii și apărare de castele și orașe și ambuscade în defileuri ale munților. Abilitățile de inginer militar și luptător de gherilă erau cerute. Mult distinsul Córdoba a fost la apărarea avanpostului de Illora. Datorită abilității de a vorbi araba berberă, limba emiratului, a făcut să fie ales ca unul dintre ofițeri care vor aranja capitularea și pacea din 1492, fiind recompensat cu un teren în orașul Loja, în apropierea orașului Granada.

## Războaiele italiene
Gonzalo de Córdoba a fost un comandant militar important în timpul războaielor italiene. A deținut comanda în Italia de două ori, câștigând titlul de Mare căpitanului.

### Primul război italian

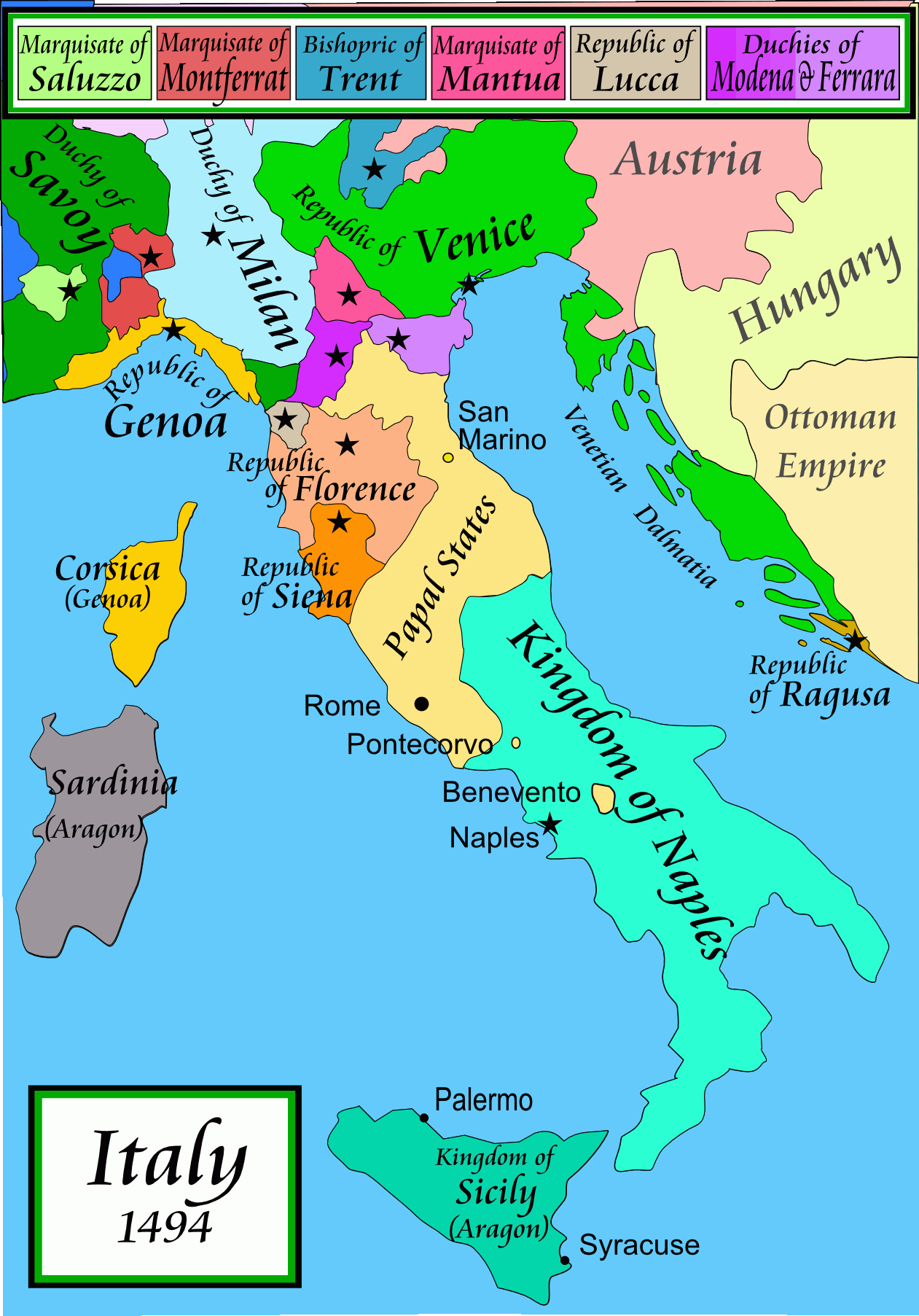
Situaţia geopolitică italiană în 1494.

Războaiele italiene au început cu invazia franceză a regelui Carol al VIII-lea al Franței în Italia cu 40.000 de oameni pentru a-și asigura succesiunea dinastică la tronul napolitan. În 1495, monarhii catolici au decis să-l susțină pe regele Ferdinand împotriva lui Carol, Gonzalo a fost ales pentru a comanda expediția spaniolă a 5,000 de oameni.
A comandat infanterie ușoară și cavaleria împotriva forțelor franceze grele în prima bătălie majoră din Italia, la Seminara în 1495, care s-a încheiat cu victoria lui Bernard Stuart d'Aubigny. În anul următor, a capturat comitatul rebel Alvito pentru rege și a evita o bătălie majoră, folosindu-și forțele sale extrem de mobile pentru a-i conduce înapoi pe francezi din Calabria.
Experiența sa i-a arătat că la Seminara lupta a fost pierdută în principal pentru că Ferdinand, indiferent de sfatul lui Gonzalo, a persistat să lupte într-o bătălie cu trupele lor mai ușor echipate. În câmp deschis, săbiile scurte ale infanteriei spaniole i-a pus într-un dezavantaj în față cavaleriei grele și a lăncierilor. Gonzalo a introdus, prin urmare, o nouă formație, împărțind infanteria spaniolă în lupta, centrul formației format din lăncieri, iar flancurile din arme de foc, numită colunella - formația originală străpunge și trage.
Francezii au fost învinși în 1498 și obligați să se retragă în Franța.

### Al doilea război italian
Când marele căpitan a reapărut în Italia a trebuit prima dată sarcina de a-i conduce pe turci din Cefalonia, împreună cu condottieri Pedro Navarro, ajutând marina venețiană să recucerească castelul Saint Georges pe 25 decembrie 1500, ucigând 300 de persoane, inclusiv liderul născut albanez al garnizoanei Gisdar.
Córdoba a fost din nou pe teritoriul italian în 1501. După ce Ferdinand al II-lea de Aragon a intrat în secret într-o alianță cu Ludovic al XII-lea al Franței pentru împărțirea regatul Neapolelui: Tratatul secret de la Granada, Córdoba a fost ales pentru a comanda partea spaniolă în coaliție.
După ce Ferdinand al II-lea de Neapole a abdicat, francezii și spaniolii s-au angajat într-un război de gherilă în timp ce negociau împărțirea regatului. Marele Căpitan s-a trezit acum cu o armată mult mai mare numeric asediind Barletta. Războiul a fost împărțit în două faze foarte similare una de alta. Spre sfârșitul anului 1502 și în prima parte a lui 1503, spaniolii au fost asediați în Barletta lângă Ofanto pe malul Mării Adriatice. Córdoba a refuzat ferm să fie ispitit în luptă, fie de batjocura franceză sau nemulțumirea propriilor soldati. A organizat expediții, cu partizanii aragonezi din țară, de hărțuire a comunicațiilor inamice, distrăgându-și oamenii cu un turneu între cavalerii italieni ai lui Ettore Fieramosca și prizonierii francezi.
Când a fost sprijinit, el a luat ofensiva și s-a năpustit asupra depozitului de aprovizionare a dușmanilor săi din Cerignola. Francezii au creat, au respins, atacat în flancul și dirijat în doar o jumătate de oră de combinație de putere de foc și măsuri defensive. Operațiunile de pe Garigliano împotriva lui Ludovic al II-lea de Saluzzo și a dus la expulzarea totală a francezilor din Regatul de Napoli.

## Sfârșitul vieții

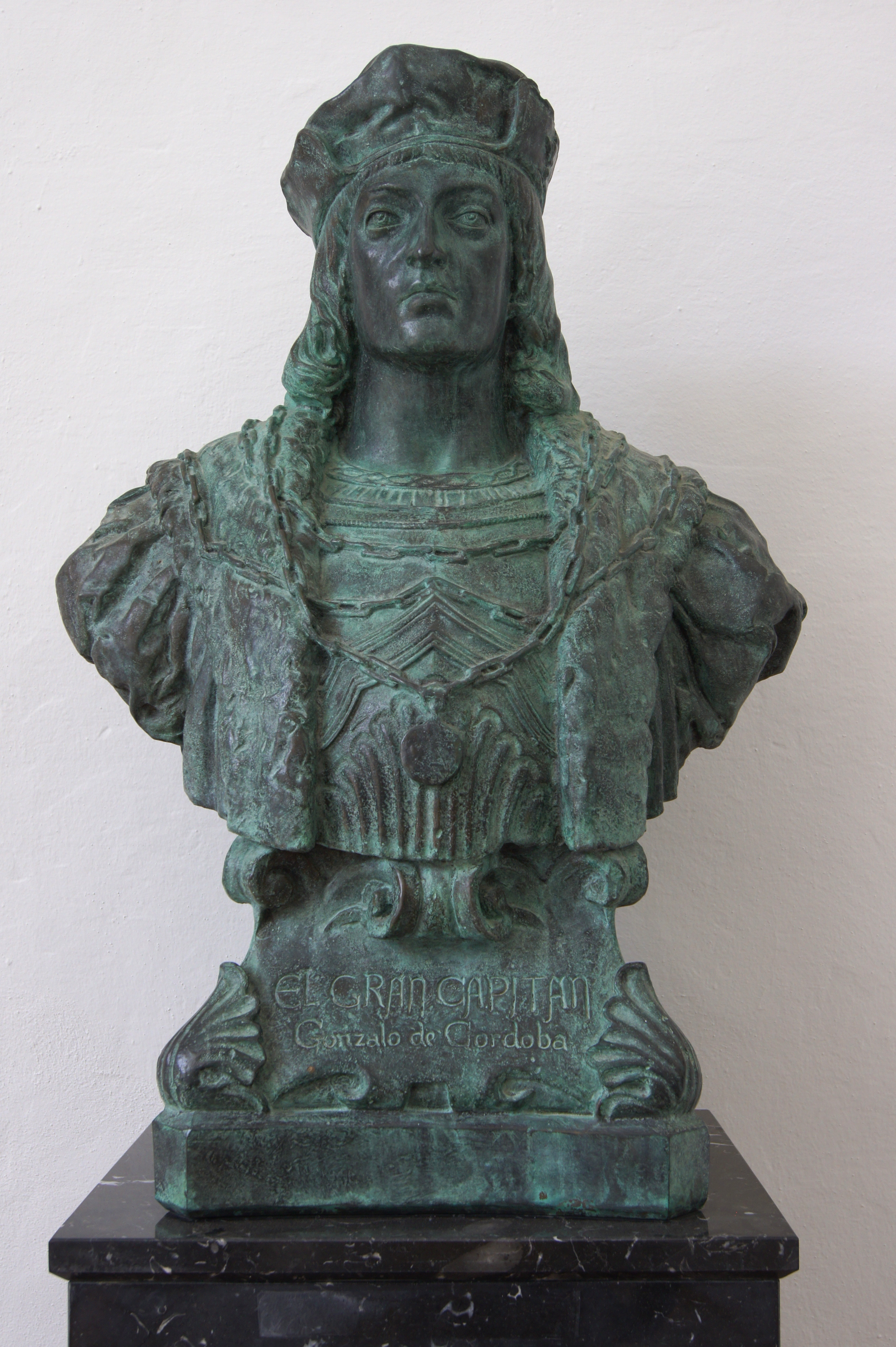
El Gran Capitan Gonzalo de Cordoba

Córdoba fost numit vicerege de Napoli în 1504, stârnind gelozia lui Ferdinand al II-lea de Aragon, incitând condamnări pentru corupție datorită cheltuielilor sale risipitoare ale Trezoreriei Publice pentru a-și recompensa căpitanii și soldații săi. Moartea reginei Isabelei I de Castilia în 1504 l-a privat de un prieten și protector, fiind rechemat în 1507. Ferdinand l-a lăudat cu titluri și cuvinte frumoase, dar l-a lăsat fără activitate pentru tot restul vieții.

## Familia
Văduv la vârsta de 36 de ani, s-a căsătorit cu Luisa Manrique de Lara, una dintre doamnișoarele de onoare a reginei Isabella I de Castilia pe 14 februarie 1489. A avut o fiică, Elvira Fernández de Córdoba y Manrique, care a moștenit toate titlurile sale la moartea sa în 1515, păstrând numele tatălui ei după căsătorie.

## Legături externe
- es  Viața spaniolilor celebrii
- en  El Gran Capitán